# Informationseffekt (Politische Soziologie)
Der Informationseffekt ist ein Begriff der politischen Soziologie und ordnet sich ein in die Diskussion über Auswirkungen des allgemein niedrigen Wissensstandes der Bevölkerung auf die Demokratie. Informationseffekte nach Althaus bezeichnen eine Verzerrung der kollektiven Präferenzen, die vorhanden wären, wenn alle Personen einer Bevölkerung gleich und gleich gut über Politik informiert wären. Unter kollektiven Präferenzen werden die Ergebnisse von Umfragen verstanden, die Aufschluss über die Interessen, Wünsche und Bedürfnisse der Bürger geben sollen und die besonders in den USA eine zentrale Rolle einnehmen.

## Entstehung der Methode
Scott L. Althaus, Professor für Politische Wissenschaft an der Northwestern University, beschäftigt sich kritisch mit der Theorie der Kollektiven Rationalität von Lau & Redlawsk und anderen Ansätzen, die postulieren, dass der allgemein niedrige politische Wissensstand der Bevölkerung für die Demokratie kein Problem darstellt. Er legt den Fokus auf die Auswirkungen des niedrigen Wissensstandes auf die Ergebnisse einer Befragung, den sogenannten kollektiven Präferenzen, und zeigt die Mechanismen auf, die durch die allgemein geringe politische Kenntnis ausgelöst werden, sowie ihre Auswirkungen. Aufbauend auf Arbeiten von Delli Carpini und Keeter sowie Bartels entwickelte Althaus eine Methode zur Simulation der informierten Präferenzen und somit eine Methode zur Messung des Einflusses, den politisches Wissen auf die Kollektiven Präferenzen hat.

## Die Rolle von Surveys für das politische Geschehen
Mit den Zweifeln an den traditionellen Kanälen, durch die die Interessen der Bürger den Politikern übermittelt werden, kam es zum Aufstieg der Surveys, denen Repräsentativität und Wissenschaftlichkeit zugeschrieben wurde und die erstmals detaillierte Informationen über die Meinungen der Bürger bereitstellten. Diese Informationen werden von Politikern vor allem auf zwei Arten genutzt: Zur Formulierung von Politik und zum Erkennen von Themen, die politisches Handeln erfordern. Auf diese Weise können die Ergebnisse von Umfragen direkt die Politik beeinflussen und ihre Richtigkeit erhält unmittelbare Relevanz.

## Hintergrund: niedriger Wissensstand und sozial ungleiche Verteilung des Wissens
Die Ergebnisse von Surveys zeigen jedes Mal aufs Neue, dass große Teile der Bevölkerung nicht einmal grundlegendes Wissen über Personen, Themen oder Regeln des politischen Lebens haben. Wie der Meinungsforscher George Gallup konstatierte: „Insgesamt scheint es, dass es über vier Jahrzehnte keine Verbesserung gegeben hat“.
Aber nicht nur der allgemein niedrige Wissensstand ist problematisch; kritisch ist auch die sozial ungleiche Verteilung des Wissens. Sie weist ein deutliches Muster demografischer Merkmale auf: So ist beispielsweise der Anteil der College-Absolventen unter den Best-Informierten 2,25-mal so hoch wie ihr Anteil an der Gesamtbevölkerung; ebenso stellen Personen in Führungspositionen und Akademiker 41 % der Best-Informierten, trotz einem Anteil von nur 21 % an der Gesamtbevölkerung; Frauen stellen 55 % der Befragten, ihr Anteil unter den Best-Informierten beträgt jedoch nur 36 %.

## Effekte des niedrigen Wissensstandes
- Individualebene

Das erste Problem bezieht sich auf die Repräsentation der Stimmen in den Kollektiven Präferenzen. Es entsteht dadurch, dass sich schlecht informierte Personen häufig selbst vom Survey ausschließen: Die Unkenntnis der politischen Fakten führt zur Entscheidung für eine „weiß nicht“–Antwort; damit ist ihre Stimme, in Bezug auf die Chance politischer Einflussnahme, von vornherein verloren.
Ein zweites Problem liegt in der Repräsentation der Interessen in den kollektiven Präferenzen. Nur mit dem nötigen Hintergrundwissen können Personen zu politischen Präferenzen gelangen, die in der Tat mit ihren Einstellungen, Wünschen und Bedürfnissen übereinstimmen, und in Surveys diese Präferenzen ausdrücken.
- Kollektivebene

Betrachtet man die schlecht informierten und die gut informierten Personen als zwei Gruppen, so zeigt sich innerhalb der Gruppe der Informierten eine deutlich größere Spaltung der Meinungen zu einem Thema. Es sind die am schlechtesten Informierten, deren Meinungen die größte Ähnlichkeit aufweisen, genauer gesagt: deren Antworten sich verstärkt auf die gleichen Antwortkategorien konzentrieren. Dies liegt daran, dass schlecht informierte Personen ihre Urteile mehr auf der Basis von Heuristiken treffen und besonders auch Hinweise in der Frage oder durch die Fragenreihenfolge heranziehen.
Dies kann in Surveys dazu führen, dass die gespaltenen Antworten innerhalb der Gruppe der gut informierten Personen dazu tendieren sich auszugleichen, sodass den einheitlicheren Antworten der wenig informierten Gruppe ein höheres Gewicht zukommt. Diese Konsequenz aus der Verteilung der Präferenzen wird von Althaus als Dispersionseffekt bezeichnet.
Wie sich in der Simulation gezeigt hat, ist es dieser Mechanismus, dem am meisten Gewicht zukommt. Dies hat deutliche Konsequenzen: Es sind gerade die Personen, die ihre Interessen gar nicht angemessen kommunizieren können (und deren geäußerte Präferenzen folglich oftmals nicht ihren tatsächlichen Wünschen entsprechen), die die kollektive Präferenz am stärksten beeinflussen.

## Althaus’ Modell
Unter Informierten Präferenzen werden nun die Präferenzen verstanden, die man erhalten sollte, wenn keine Informationseffekte existierten; d. h., alle Menschen gleich und gleich gut informiert wären.
- Theoretische Grundlage

Der Grundgedanke hinter Althaus’ Methode zur Schätzung der tatsächlichen Kollektiven Präferenzen leitet sich ab aus der Idee der „enlightened preferences“ (Mansbridge) und lautet wie folgt:
Wären alle Mitglieder einer bestimmten demografischen Gruppe – heißt, alle Personen die exakt die gleichen demografischen Merkmale teilen – so gut informiert wie das best-informierte Mitglied, so sollten sie alle zu den gleichen politischen Präferenzen gelangen wie ebendiese Person.
- Methode

Bei der Schätzung der informierten Präferenzen handelt es sich um ein rein statistisches Verfahren. Die Verteilung der Präferenzen der best-informierten Mitglieder einer demografischen Gruppe wird übertragen auf alle Mitglieder dieser Gruppe. Die Methode besteht aus einem Vier-Stufen-Prozess:
1. Es wird eine Regressionsanalyse durchgeführt, die die demografischen Merkmale, das politische Wissen und eine Anzahl von Variablen der Interaktion zwischen Politischem Wissen und jedem der demografischen Merkmale enthält. Als Ergebnis erhält man ein Set von Regressionskoeffizienten.
2. Für jede Person wird der Skalenwert des politischen Wissens auf das Niveau angehoben, das der best-informierte Befragte erreichte.
3. Die Koeffizienten aus Schritt 1 werden in die tatsächlichen demografischen Merkmale der Person eingesetzt, wobei die Werte auf der Kenntnis-Skala und die Interaktionsterme durch die neuen Werte aus Schritt 2 ersetzt werden.
4. Die so simulierten informierten Präferenzen für jede Person werden aggregiert. So erhält man die Kollektiven Präferenzen, bereinigt von Informationseffekten. Diese werden dann mit den im Survey gemessenen Kollektiven Präferenzen verglichen, um das Ausmaß des Einflusses politischen Wissens bestimmen zu können.

## Ergebnisse
- Ausmaß

Die Ergebnisse beziehen sich auf den amerikanischen Raum, da für die Simulation Daten der American National Election Studies verwendet wurden.
Insgesamt sind die Informationseffekte eher klein, dennoch kommt ihnen teils großes Gewicht zu. Der Grund dafür liegt darin, dass die Verteilung der Informations-Effekte auf die Themen nicht gleichmäßig ist: Während bei fast der Hälfte der Fragen die Korrektur des Informationseffekts zu einer nur geringen Veränderung führte, wiesen die anderen 52 % dafür Veränderungen bis zu 15 Prozentpunkten auf (Durchschnitt 9,3). Die Konsequenz dieser Verteilung ist, dass es Themenbereiche gibt, in denen höheres Wissen zu deutlichen Veränderungen führt – in manchen Fällen sogar zur Umkehr der Mehrheitsverhältnisse und damit zu einer völlig anderen Kollektiven Präferenz als im Survey gemessen. Insgesamt war dies bei 28,1 % der Survey-Fragen der Fall.
- Richtung der Veränderung

Fragen, die eine Bewertung erfordern, zeigen ein relativ klares Muster: Die simulierten informierten Präferenzen zeigen weniger Wertschätzung gegenüber dem Kongress, dem Präsidenten und der Handhabung von spezifischen Politikbereichen durch den Präsidenten.
Fragen zur Politik lassen drei Tendenzen erkennen: In der Außenpolitik, ist die informierte Öffentlichkeit interessierter an Auslandsangelegenheiten, aber zurückhaltender in Bezug auf den Einsatz militärischer Macht. Das zweite Muster erstreckt sich über eine weite Reihe von sozialpolitischen Themen und zeigt nach der Korrektur der Informationseffekte grundsätzlich progressivere Einstellungen, insbesondere in Bezug auf rechtliche Fragen. Der dritte Trend zeigt eine ideologisch konservativere Haltung bei informierten Präferenzen. Fragen zu Gleichberechtigung und Bürgerrechten zeigten eine egalitärere Einstellung bei informierter Öffentlichkeit. Bei Fragen zur Moral dagegen zeigte sich eine weniger progressive Einstellung.

## Kritik
Althaus selbst führt schon mögliche Kritikpunkte an seinem Modell an, wie Spezifikationsfehler, inadäquate Messung politischen Wissens oder falsche Darstellung der Gruppeninteressen durch die informiertesten Mitglieder, bspw. durch nicht erfasste Einflüsse. Ebenfalls wird von Pappi kritisiert, dass die Annahmen des Modells zu statisch wären, da keinerlei Mobilisierungsprozesse berücksichtigt sind. Die These von Althaus steht Ansätzen der Kollektiven Rationalität und dem sozialpsychologischen Konstrukt des On-Line-Processing entgegen und es bleibt dem Leser überlassen, von welchen Arbeiten er sich mehr überzeugen lässt. Jedoch zeigen Vergleiche mit dem Ansatz des Deliberative Polling, dass das Konstrukt valide zu sein scheint. Unter der von Althaus selbst vorgenommenen Einschränkung, dass die simulierten Präferenzen nicht zwangsläufig mit den tatsächlichen informierten Präferenzen identisch sind, lässt sich wohl zumindest festhalten, dass das Modell ein nützliches Hilfsmittel ist, um festzustellen, welchen Einfluss politisches Wissen in verschiedenen Bereichen hat.